# Museo de Historia de Panamá
El Museo de Historia de Panamá es un museo histórico ubicado en la planta baja del Palacio Municipal de Panamá, en el Casco Antiguo de la Ciudad de Panamá. Este fue inaugurado el 14 de diciembre de 1977 por la Dra. Reina Torres de Araúz, primeramente en el segundo piso del edificio. Actualmente es administrado por el Ministerio de Cultura de Panamá. Este museo se enmarca en el contexto de la historia panameña, abarcando la Época Colonial (1501 a 1821), la de Unión a Colombia (1821 a 1903) y la Republicana (1903 a la actualidad).
Entre sus colecciones se encuentran mapas, planos, objetos religiosos, el Acta de Independencia de Panamá de España, fotografías y grabados de la construcción del Ferrocarril Transístmico, y copias de la Constitución Política de 1972, entre otros documentos de valor histórico. Sus obras más destacadas son las réplicas de la primera bandera panameña, confeccionada por María Ossa de Amador, esposa de uno de los próceres de la Separación de Panamá de Colombia; el diseño original del Escudo de Armas; y la primera partitura del Himno Nacional de Panamá.

## Historia
Anterior al museo, se dio una restauración del inmueble en 1975, en lo que se habilitaron en la planta baja, una sala de reuniones y biblioteca de la Academia Panameña de la Historia; un local de oficina de la Dirección de Patrimonio Histórico del Instituto Nacional de Cultura y una sala conocida como "Sala de los Símbolos Patrios".
El museo fue fundado el 14 de diciembre de 1977 por la Dra. Reina Torres de Araúz, fundadora de otros museos en Panamá que se encontraban en custodia del Instituto Nacional de Cultura (INAC), actual Ministerio de Cultura en el segundo piso del Palacio Municipal de Panamá.

### Remodelaciones
El museo se trasladó a la planta baja del edificio y fue reinaugurado el 7 de mayo de 1990. En el año 2000 el inmueble fue objeto de una restauración por parte de Los Amigos de los Museos. El museo fue entregado el 1 de septiembre de 2000 al INAC. El proceso de rehabilitación también incluyó donaciones de material museográfico, entre otras aportaciones.
Posteriormente en el 2012, se dio una remodelación y acondicionamiento de la exhibición por un costo de B/.165,000.00. Entre las adecuaciones se encuentrababan la subsanación de filtraciones en las paredes, muros, losa superior, cambio de aires acondicionados y una nueva museografía.

## Edificio
El Museo de Historia de Panamá se encuentra en la planta baja del Palacio Municipal Demetrio H. Brid, edificio que también es la sede del Consejo Municipal de Panamá. Está ubicado frente a la Plaza de la Independencia, en el Casco Antiguo de la Ciudad de Panamá. Anterior a este edificio de arquitectura neoclásica, existió el edificio del Cabildo de la época Colonial Española. En los cabildos de 1821 y 1903 realizados en el Consejo se declarararon la Independencia de Panamá de España y la Separación de Panamá de Colombia, respectivamente. La estructura actual fue concebida en 1907 por el arquitecto italiano Genaro Ruggieri, el mismo que ideara el Teatro Nacional de Panamá. El edificio actual fue construido en 1910.

## Salas de Exhibiciones
Actualmente el Museo de Historia de Panamá alberga tres exhibiciones permanentes.

### Sala de Historia Colonial
La sala explica la llegada de los españoles al istmo de Panamá, incluyendo la fundación de Santa María la Antigua del Darién, de la Ciudad de Panamá y su traslado al actual Casco Antiguo de Panamá. A la llegada de los europeos, hubo una mezcla cultural en la que se adoptaron objetos y tradiciones tanto de Europa como de América.

### Sala de Historia Departamental
Esta muestra los sucesos que acontecieron durante la unión de Panamá a la actual Colombia hasta el 3 de noviembre de 1903, día de la Separación de Panamá de Colombia. Entre estos se destacan la construcción del Ferrocarril Transístmico y el intento de la construcción del Canal de Panamá por parte de los franceses, y la Guerra de los Mil Días y el rechazo al Tratado Herrán-Hay.

### Sala de Historia Republicana
Esta sala explica los acontecimientos de la Separación de Panamá de Colombia, y los Símbolo Patrios de Panamá. Además, explica los acontecimientos del 9 de enero de 1964, el periodo militar en Panamá, los Tratados Torrijos-Carter y una galería de los Presidentes de la República de Panamá.

## Colecciones
El Museo de Historia de Panamá alberga una de las colecciones más amplias de la historia panameña. En la Sala de Historia Colonial, las colecciones están compuestas de mapas de rutas, copias de grabados antiguos, réplicas y originales de armas europeas e indígenas. La Sala de Historia Departamental está ilustrada con copias de fotografías y documentos de la época de Unión a Colombia. Una de las más grandes colecciones la comprende la Sala de Historia Republicana, con copias y originales de los Símbolos Patrios, documentos y fotografías que abarca la época más reciente de historia de Panamá. Entre estas incluye una réplica de la primera bandera panameña que fue confeccionada por María Ossa de Amador, esposa de Manuel Amador Guerrero; prócer de la Separación de Panamá de Colombia y primer presidente de Panamá. También se encuentra el diseño original y los cambios que ha tenido el Escudo de Armas, diseñado por Nicanor Villalaz y las partituras originales y actuales del Himno Nacional de Panamá, llamado en sus comienzos como Himno Istmeño.